# Yōko Tanabe
Pour les articles homonymes, voir Tanabe.
Yoko Tanabe (田辺 陽子, Tanabe Yōko), née le 28 janvier 1966 à Tokyo, est une judokate japonaise des années 1980 et 1990 évoluant dans la catégorie des moins de 72 kg.
Elle est vice-championne olympique de judo aux Jeux olympiques d'été de 1992 à Barcelone et aux Jeux olympiques d'été de 1996 à Atlanta.